# Epidendrum rotundifolium
Epidendrum rotundifolium är en orkidéart som beskrevs av Eric Hágsater och Dodson. Epidendrum rotundifolium ingår i släktet Epidendrum och familjen orkidéer. Inga underarter finns listade i Catalogue of Life.